# Lycium australe
Lycium australe är en potatisväxtart som beskrevs av Ferdinand von Mueller. Lycium australe ingår i släktet bocktörnen, och familjen potatisväxter. Inga underarter finns listade i Catalogue of Life.